# Der Sprung ins Leben
Der Sprung ins Leben er en tysk stumfilm fra 1924 af Johannes Guter.

## Medvirkende
- Xenia Desni som Idea
- Walter Rilla som Frank
- Paul Heidemann som  Dr. Rudolf Borris
- Frida Richard som Rudolfs Tante Sophie
- Käthe Haack som Dr. Borris' Sekretärin
- Leonhard Haskel Le
- Lydia Potechina
- Dr. Gebbing
- Hans Brausewetter
- Marlene Dietrich
- Hans Heinrich von Twardowski